# Imperiet (mini-LP)
Imperiet är ett minialbum av Imperiet, som är deras andra studioalbum, släppt 1 april 1984.
När den 1992 släpptes på CD, innehöll utgåvorna även det första studioalbumet Rasera.

## Låtarna på albumet
Alla låtar är skrivna av Imperiet.
| Nr | Titel                      | Längd | Notering |
| -- | -------------------------- | ----- | -------- |
| 1. | Det glittrar               | 4.02  |          |
| 2. | Dekadenser                 | 3.35  |          |
| 3. | Kickar                     | 5.07  |          |
| 4. | Kriget med mig själv       | 4.28  |          |
| 5. | Gigolo blues               | 3.29  |          |
| 6. | Jag kan inte leva utan dig | 3.38  |          |

## Listplaceringar
| Lista (1984, 1988) | Topplacering |
| ------------------ | ------------ |
| Sverige            | 20           |